# Carl Rose
Carl Rose (Londra, 25 novembre 1952) è un ex calciatore inglese naturalizzato canadese, di ruolo difensore.

## Carriera

### Club
Ha giocato tutta la carriera negli Stati Uniti.

### Nazionale
Ha partecipato ai Giochi Olimpici nel 1976 rappresentando la nazionale canadese.